# Шабатака
Шабатака — давньоєгипетський фараон з XXV (Нубійської) династії.

## Життєпис
На часи царювання Шабатаки припали палестинські походи царя Ассирії Сінаххеріба. У той час інтереси двох супердержав — Ассирії та Стародавнього Єгипту стикнулись на Близькому Сході. Обидві держави прагнули розширити свій вплив на сусідні землі. Держави Сирії, Фінікії та Палестини за підтримки Єгипту утворили союз проти Ассирії. До коаліції входили: Тір, Сідон, Арвад, Бібл, Ашдод, Екрон (сучасний Акир), Аскалон, Аммон, Моав, Юдея, арабські племена, Єгипет тощо. Цар юдейський Єзекія та сирійська коаліція розраховували на єгипетську підтримку. 2 Книга Царів (19:9), розповідаючи про ті події, каже про ефіопського царя Тахарку, Йосип Флавій називає єгипетського фараона «Тарсік». Геродот писав про царя Сефона (II, 141), який був жерцем бога Пта та чудом позбавився навали Сінаххеріба, царя Ассирії. Воїни відмовились служити царю, який забрав у них деякі переваги; цар звернувся до божества, й воно наслало на ворожий табір мишей, які перегризли озброєння за одну ніч. Можливо, Сефон ототожнюється з Шабатакою.
Стела з Кави розповідає про те, що Шабатака відрядив своїх братів, серед яких був і Тахарка (існує думка, що він був не рідним, а двоюрідним братом), виступити з військом з Нубії до Фів для війни з ассирійцями. Та битва датована 701 роком до н. е. Інша стела розповідає, що Єрусалим зазнав нападу Ассирії, й фараон кушитів виступив на допомогу союзникам проти Сінаххеріба.
У Берлінському єгипетському музеї є стіни невеликої споруди, зведеної Шабатакою у Фівах біля священного озера Карнака для складання щоденних жертовних подарунків Амону. На одній зі стін зображено царя, який подає білий хліб богам Амону й Мут. На голові у фараона ефіопська діадема з двома уреями — символ панування над Єгиптом і Нубією; у вухах — кушитські сережки у вигляді голів вівці. Над Амоном напис, що обіцяє підкорити царю «всі країни»; Мут обіцяє йому «багато ювілеїв». Насправді Шабатака царював не більше 12 років та, імовірно, був скинутий та убитий Тахаркою. Надалі на згаданих зображеннях було затерто імена Шабатаки та знищено одного урея, як такого, що є образливим для національної гордості єгиптян.